# 罗滕堡方济各会修道院

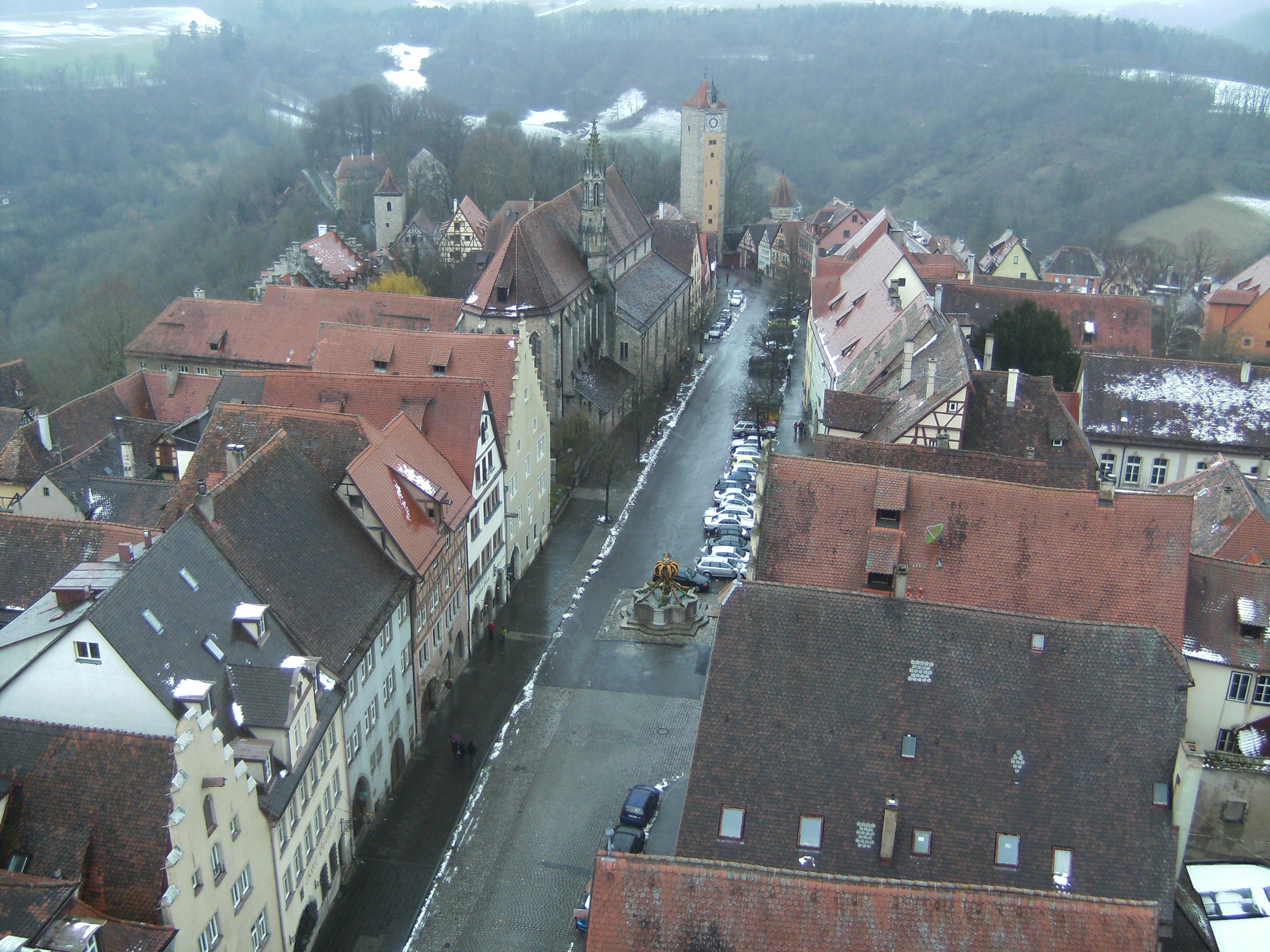
从市政厅看方济各会修道院

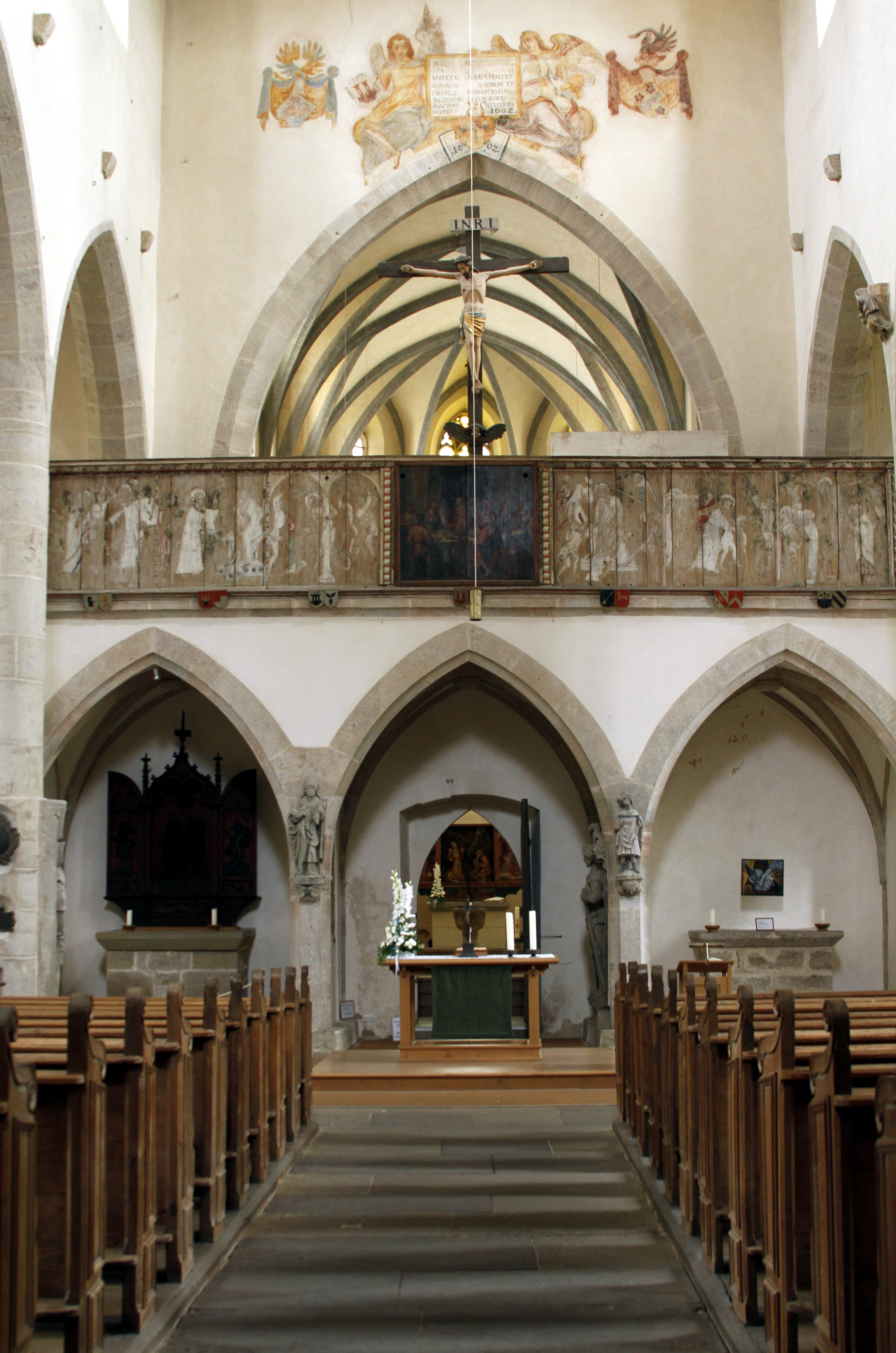
内部

罗滕堡方济各会修道院（Franziskanerkloster Rothenburg o.d. Tauber）曾经是方济各会设在巴伐利亚的罗滕堡 (陶伯河)的修道院，属于天主教班贝格总教区。目前这是一座路德会教堂。 

## 历史
方济各会修道院成立于1281年，供奉圣母。1548年宗教改革后废弃。曾改为拉丁学校，后来成为牧师遗孀们的住所。 